# Contender
De internationale Contender is een eenmanszeilboot ontworpen door Ben Lexcen (Australië) in 1967 als een mogelijke opvolger van de Finn voor de Olympische Spelen. Alhoewel de Contender de verkiezingswedstrijden voor de opvolger van de Finn als olympische jol gewonnen heeft, heeft de klasse nooit de olympische status bereikt. De Contender is wel in 1968 door de internationale zeilfederatie erkend als internationale klasse.

## De boot
De boot is een eenmanszeilboot met een midzwaard en een trapeze. De schipper is met behulp van de trapeze in staat om zijn gewicht effectiever te gebruiken. Het ontwerp van de boot is zo, dat het gewicht of postuur van de zeiler niet de doorslag geeft voor het behalen van een succes. In het verleden zijn er winnaars geweest van 60 kg tot meer dan 90 kg, bij een lengte van 165 cm tot 200 cm en een leeftijd van 16 tot 60 jaar. Hoewel lichamelijke conditie, lenigheid en kracht voordelig zijn, zullen de technische kunde van het zeilen en ervaring doorslaggevend zijn.
Van de boot zijn tot en met 2020 ruim 2750 boten gebouwd. In Nederland hebben 32 (stand 20-05-2018) boten een meetbrief geregistreerd bij het Watersportverbond.

## Wetenswaardigheden

### Naamgeving
In eerste instantie was de naam het ontwerp Dorothy, genoemd naar de vrouw van de ontwerper. Om mee te kunnen doen aan de verkiezingswedstrijd, moest de boot vanuit Australië naar Europa getransporteerd worden. Een sponsor dook hierbij op. Deze was net een nieuw zeildoek met de naam Contender aan het promoten. Zodoende heeft het ontwerp deze naam gekregen.

### Zeilteken
Voor het zeilteken wordt de C-vlag uit het seinvlaggen systeem gebruikt, refererend hierbij naar de eerste letter van de klassenaam.

## Events
- World Championships
- European Championships